# Maxie Parks
Maxie Parks, född den 9 juli 1951 i Arkansas City, Arkansas, är en amerikansk friidrottare inom kortdistanslöpning.
Han tog OS-guld på 400 meters-stafetten vid friidrottstävlingarna 1976 i Montréal.